# Parque Nacional de Haleakala
Haleakala National Park é um parque nacional localizado nos Estados Unidos.